# Municipio de Poland (Ohio)
El municipio de Poland (en inglés: Poland Township) es un municipio ubicado en el condado de Mahoning en el estado estadounidense de Ohio. En el año 2010 tenía una población de 14 960 habitantes y una densidad poblacional de 272,02 personas por km².

## Geografía
El municipio de Poland se encuentra ubicado en las coordenadas 41°1′5″N 80°33′55″O / 41.01806, -80.56528. Según la Oficina del Censo de los Estados Unidos, el municipio tiene una superficie total de 55 km², de la cual 54,12 km² corresponden a tierra firme y (1,59 %) 0,88 km² es agua.

## Demografía
Según el censo de 2010, había 14 960 personas residiendo en el municipio de Poland. La densidad de población era de 272,02 hab./km². De los 14 960 habitantes, el municipio de Poland estaba compuesto por el 97,91 % blancos, el 0,39 % eran afroamericanos, el 0,04 % eran amerindios, el 0,67 % eran asiáticos, el 0,36 % eran de otras razas y el 0,63 % eran de una mezcla de razas. Del total de la población el 1,8 % eran hispanos o latinos de cualquier raza.